# Pierre Marie Joseph Vernet
Pour les articles homonymes, voir Vernet.
Pierre Marie Joseph Vernet, né le 15 avril 1797 à Paris, et mort le 8 février 1875 à Saint-Pétersbourg, est un peintre français.

## Biographie
Pierre Marie Joseph Vernet dit Lauset nait à Paris le 26 germinal an V (15 avril 1797). Il est le fils de Joseph Vernet dit Lauset, bijoutier, et de Jeanne Toussaint.
En 1817, il est graveur sur acier lorsqu'il épouse Françoise Salmon (1799-1878), fille du peintre Alphonse Georges Salmon.
Devenu artiste peintre, il est témoin en 1822, du mariage de sa sœur Virginie Louise (1800-1889) avec l'artiste dramatique Anne Jean François Caron.
Vers 1832, il part pour la Russie et s'installe à Saint-Pétersbourg. Il participe aux expositions de l’Académie russe des Beaux-Arts en 1842, 1860, 1861 et 1862.
Il meurt en 1875 à l'âge de 77 ans. Il est inhumé au cimetière luthérien de Saint-Pétersbourg et repose aux côtés de son épouse décédée en 1878.

Œuvres de Pierre Marie Joseph Vernet
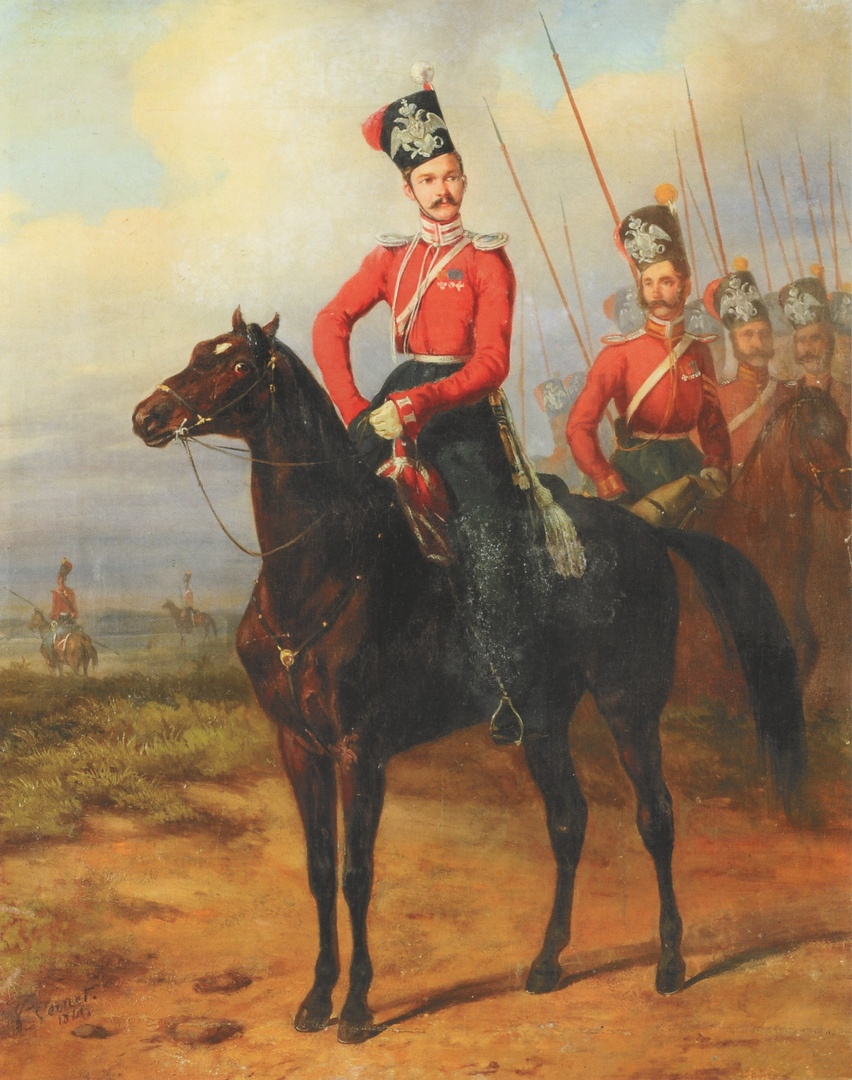
Orlov-Denisov, Nikolaï Vassilievitch.
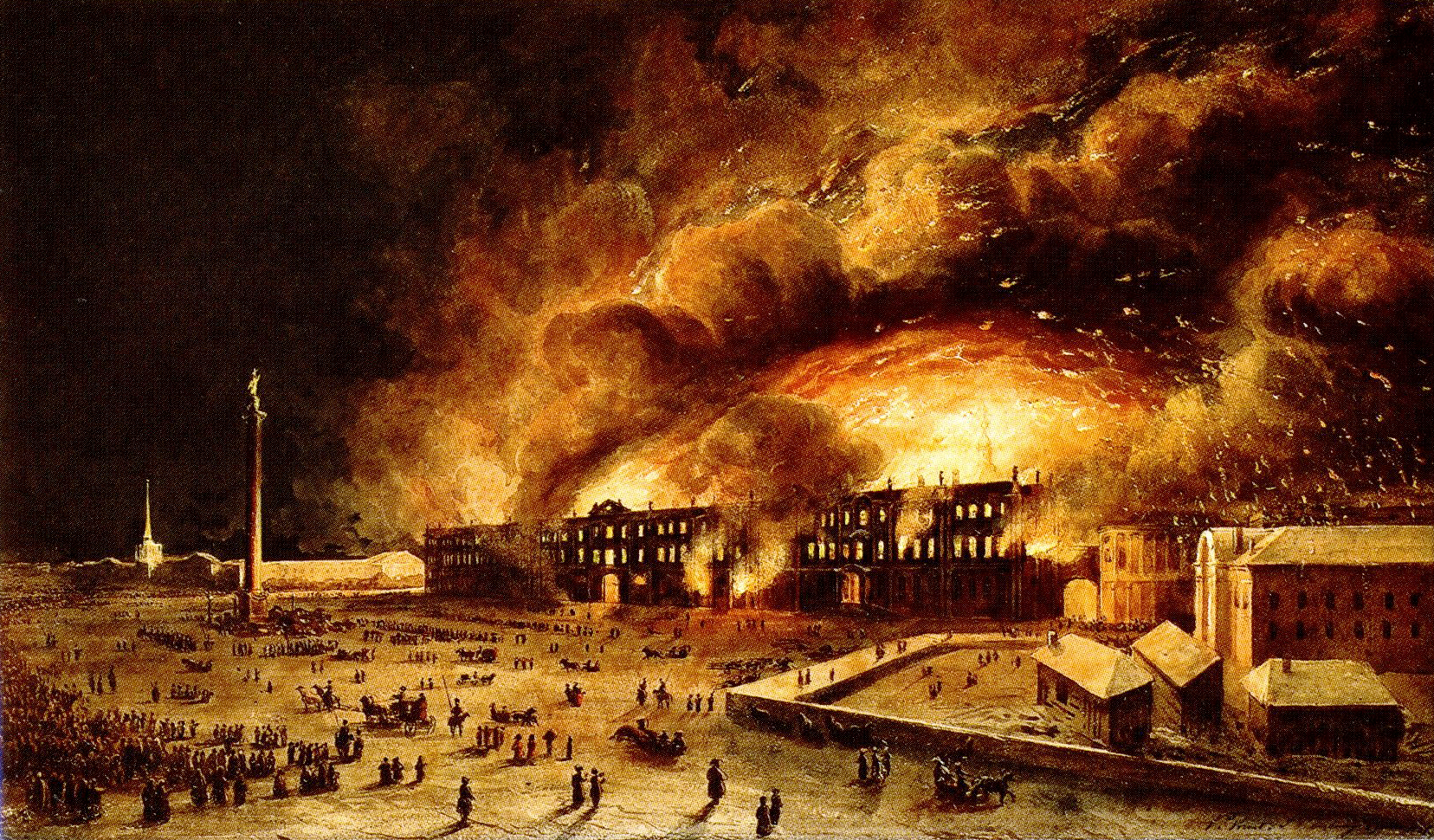
Incendie du palais d'Hiver.